# Hoplinus scutellaris
Hoplinus scutellaris är en insektsart som beskrevs av Henry 1997. Hoplinus scutellaris ingår i släktet Hoplinus och familjen styltskinnbaggar. Inga underarter finns listade i Catalogue of Life.